# فعاليات رياضية مركبة

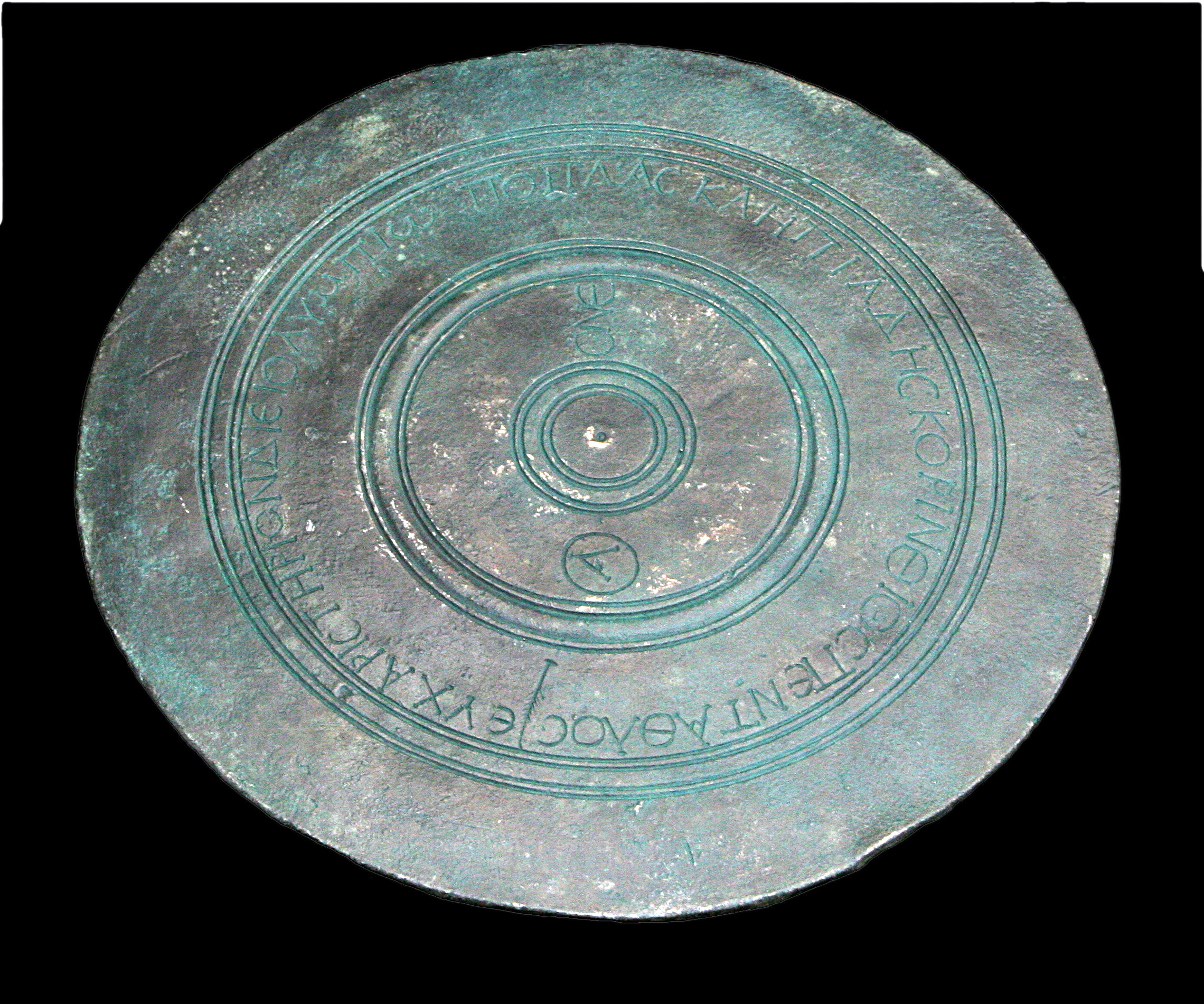

الفعاليات المركبة أو مسابقات الميدان والمصمار المُجمَّعَة هي مسابقات في ألعاب القوى، الخماسي والسباعي والعشاري منافسات مركبة يتنافس اللاعب فيها في عدة فعاليات مختلفة في فترة يوم أو يومين. وتعلن النقاط التي أحرزها المتنافسون بعد الانتهاء من كل مسابقة. وتحسب النقاط بناءً على جدول احتساب النقاط وفق قواعد الاتحاد الدولي لألعاب القوى. والفائز هو اللاعب الذي يحتسب له أعلى مجموع من النقاط. وهكذا، فإن بطل المنافسة هو اللاعب الأفضل في أغلب الفعاليات، والمتعدد البراعات، وليس بالضرورة أن يكون أفضل منافس في أي مسابقة فردية.

## الخماسي
منافسة في يوم واحد من خمس مسابقات، ونادرًا ما يتم اعتمادها اليوم، إذ أن السباعي حل محل الخماسي للنساء في عام 1981. أما مسابقات الخماسي للرجال فتشمل القفز الطويل ثم رمي الرمح ثم 200 متر عدو، ثم رمي القرص ثم 1500 متر عدو.

## السباعي
هـو سبع مسـابقات للنسـاء تقام في يومين متتاليين: وفي اليوم الأول يبدأن بـ 100 متر حواجز، يتبعها القفز العالي، ثم رمي الجلة، ثم 200 متر عدو. وفي اليوم الثاني تجري المنافسة في القفز الطويل ثم رمي الرمح ثم 800 متر عدو.

## العشاري
والعشاري عشرة سباقات للرجال. وتقام في يومين متتاليين:
- وفي اليوم الأول، يتنافس المشاركون في سباقات 100 متر عدو، القفز الطويل، رمي الجلة، القفز العالي، 400 متر عدو.
- وفي اليوم الثاني، يتنافس المشاركون في 110 متر حواجز، رمي القرص، القفز بالزانة، رمي الرمح، 1500 متر عدو.

## روابط خرجية
- (بالإنجليزية) موقع اللاتحاد الدولي لألعاب القوى